# Adeorbis elegans
Espèce
Synonymes
- Cyclostrema elegans A. Adams, 1850

Adeorbis elegans est une espèce de mollusques gastéropodes appartenant à l'ordre des Littorinimorpha et à la famille des Tornidae. Elle a été trouvée à Sibonga, une municipalité de la province de Cebu, aux Philippines.
World Register of Marine Species considère le genre Adeorbis S. V. Wood, 1842 comme un synonyme du genre Tornus Turton & Kingston, 1830.